# Chaîne boutique Wii
La chaîne boutique Wii (ou Wii Shop Channel) est une plate-forme de distribution en ligne de jeux et logiciels sur la console Wii. Elle est accessible de décembre 2006 jusqu'à janvier 2019.
La plate-forme comprend la console virtuelle[réf. souhaitée]. Celle-ci dispose de centaines de titres classiques qui sont sortis sur des consoles antérieures telles que la Nintendo Entertainment System, la Super Nintendo Entertainment System, la Nintendo 64, Master System, la Mega Drive, le PC-Engine, la  Neo-Geo, la Commodore 64 et la Virtual Console Arcade[réf. souhaitée].
L'utilisateur utilise des Nintendo Points afin d'effectuer ses achats.
Une fonctionnalité permet d'offrir un jeu ou un logiciel Wii à un autre utilisateur[réf. souhaitée].
Le 31 janvier 2019, la chaîne boutique Wii utilisée pour les consoles Wii et Wii U cesse de fonctionner,. Cependant, le transfert des jeux téléchargés depuis la chaîne boutique Wii vers la Wii U reste temporairement disponible peu après son arrêt,.
Son thème musical est depuis devenue un mème très populaire, utilisé sur internet même après la fin du service,,.

## Service similaire
Un service similaire a aussi été créé pour la console portable Nintendo DSi se nommant Boutique Nintendo DSi[réf. souhaitée].